# Barfußanwälte
Ein Barfußanwalt (Chinesisch: 赤脚 律师 Pinyin: chìjiǎo lǜshī) ist ein autodidaktischer Rechtsbeistand in der Volksrepublik China. Viele Barfußanwälte sind Bauern, die sich durch Selbststudium genügend mit dem Rechtswesen auskennen, um Zivilklagen einzureichen, sich bei Rechtsstreitigkeiten zu engagieren und Mitbürger über ihre Rechte aufzuklären. Vorbild für den Begriff „Barfußanwalt“ ist der Begriff „Barfußdoktor“, Bauern mit minimaler formaler Ausbildung, die dennoch während der Mao-Zedong-Ära wesentliche medizinische Leistungen im ländlichen China zur Verfügung stellten. Barfußanwälte bieten kostenlose juristische Dienstleistungen an und übernehmen in vielen Fällen umstrittene oder politisch sensible Fälle, wie etwa die Bekämpfung der Korruption durch lokale Behörden, die von etablierten Juristen nicht angenommen werden. Ein bemerkenswertes Beispiel für Barfußanwälte sind die Aktivisten Guo Feixiong und der blinde Chen Guangcheng.

## Hintergrund
Seit den Rechtsreformen der späten 1970er und 1980er Jahre hat die Kommunistische Partei Chinas die Sprache der Rechtsstaatlichkeit angenommen und ein modernes Gerichtssystem gegründet. In diesem Prozess hat sie Tausende neuer Gesetze und Verordnungen erlassen und mit Kampagnen begonnen, die die Idee verbreiten sollen, dass die Bürger nach dem Gesetz geschützt werden. Als die chinesische Führung die Bedeutung des Rechtssystems und des Rechtswesens zur Förderung  wirtschaftlicher Entwicklung erkannte, nahm die Ausbildung der Rechtsanwälte dramatisch zu. Von 1986 bis 1992 hatte sich die Anzahl der Anwälte in China mehr als verdoppelt, nämlich von 21.500 auf 45.000, und bis 2008 waren es bereits 143.000.
Trotz der enormen Zunahme der Rechtsberufe in China seit den 1980er Jahren leiden viele Landkreise dennoch unter großem Mangel an Rechtsexperten. 2004 stellte das Justizministerium der Volksrepublik China fest, dass sich in 200 Landkreisen überhaupt keine Anwälte befinden. Dies führte zu mehreren unterschiedlichen Klassen von Rechtsanwälten und Aktivisten mit unterschiedlicher Qualifikation, um der Nachfrage nach Rechtsexperten und Beratern gerecht zu werden. Während zugelassene Anwälte und die weniger qualifizierten „juristischen Arbeitnehmer“ dazu neigen, Verbindungen zu Behörden und lokalen Gerichten zu etablieren, sind Barfußanwälte unabhängige Akteure. Im Gegensatz zu den meisten Anwälten, die von Ballungsgebieten angezogen werden, neigen Barfußanwälte dazu, in ländlichen Gebieten zu agieren, in denen Bürger nur begrenzten Zugang zu Gerechtigkeit und Rechtsbeistand haben. Obwohl es ihnen nach Angaben von You-Tien Hsing und Ching Kwan Lee an der Ausbildung und Professionalität der Rechtsanwälte mangelt, leisten Barfußanwälte eine unersetzliche Funktion, indem sie „günstige, zugängliche und kostenlose Dienstleistungen“ ohne politische Zwänge zur Verfügung stellen.

## Ausbildung
Barfußanwälte unterscheiden sich von zugelassenen Anwälten dadurch, dass sie sich ihr Wissen im Selbststudium aneigneten, deshalb keine formale Ausbildung besitzen und dadurch keine Zulassung erhalten, um als Anwalt zu praktizieren. Sie unterscheiden sich auch von „juristischen Arbeitnehmern“, die eine Hochschulausbildung besitzen und ein sechsmonatiges juristisches Ausbildungsprogramm absolvieren müssen. Obwohl Barfußanwälte weder eine formale juristische Ausbildung noch eine rechtliche Qualifikation besitzen, verfügen sie dennoch über einen höheren Bildungsstand und mehr Erfahrung als die meisten ländlichen Bürger.
Die Ausbreitung der Barfußanwälte in China ist teilweise auf eine Bestimmung im chinesischen Recht zurückzuführen, die es den Betroffenen ermöglicht, sich entweder selbst zu vertreten oder einen unbezahlten Vertreter auszuwählen, der sie vor Gericht verteidigt, wobei diese gewählten Vertreter keine lizenzierten Anwälte sein müssen.

## Arbeit
Barfußanwälte sind dafür bekannt, dass sie umstrittene beziehungsweise politisch sensible Fälle übernehmen, wie die Bekämpfung illegaler Landzwangsenteignungen, Korruption und Machtmissbrauch oder Umweltstreitigkeiten. In vielen dieser Fälle sind zugelassene Rechtsanwälte und Rechtsangestellte nicht bereit, solche Fälle zu akzeptieren, da diese zu persönlichen Repressalien führen könnten. Mehrere Barfußanwälte identifizieren sich deshalb eng mit der Weiquan-Bewegung.
Zu den bemerkenswerten Fällen, die von Weiquan-Rechtsanwälten übernommen worden sind, gehören die Anstrengungen Chen Guangchengs  im Jahr 2000, als er 79 Dörfer in seiner heimischen Provinz Shandong mobilisierte, um gegen eine Papierfabrik zu petitionieren. Diese hatte einen Fluss verschmutzt, wodurch Wildtiere getötet wurden und Getreide unbrauchbar geworden war. Seine Anstrengungen waren erfolgreich und führten zur Schließung der Papierfabrik. Chen erhielt später internationale Anerkennung für die Einleitung einer Sammelklage gegen die Mitarbeiter einer Familienplanungsklinik in der Provinz Shandong. Diese sollen Berichten zufolge Tausende Menschen gezwungen haben, sich einer Sterilisation zu unterziehen oder Schwangerschaften abzubrechen. Ein weiterer Fall wurde von Newsweek veröffentlicht, in dem involvierte Barfußanwälte gegen Behörden petitionierten und eine Entschädigung für Dorfbewohner forderten, die zuvor von Mitarbeitern der Gemeindeverwaltung wegen eines Steuerstreits geschlagen worden waren.
Neben Rechtsstreitigkeiten vor Gericht führen Barfußanwälte auch eine Reihe anderer Dienste durch, wie beispielsweise die Organisation von Bürgern, um bei Behörden zu petitionieren. Eine Umfrage in der ländlichen Provinz Henan ergab, dass zwischen 2001 und 2004 mehr Fälle von Barfußanwälten übernommen wurden als von lizenzierten Anwälten. Auch in ganz China bieten Barfußanwälte und „rechtliche Arbeitnehmer“ mehr Rechtsdienstleistungen an und bearbeiten mehr juristische Dokumente als zugelassene Rechtsanwälte. In einigen Gebieten prozessieren sie sogar mehr Zivilfälle als Rechtsanwälte.

## Rezeption
Gelehrte des chinesischen Rechts beschrieben Barfußanwälte als Menschen, die juristische Dienstleistungen und Ratschläge geben, die für Anwälte und Rechtsangestellte weitgehend unersetzlich sind. Insbesondere bieten sie freien Zugang zur Gerechtigkeit in ländlichen Gebieten und nehmen administrative Fälle sowie politisch sensible Fälle an, die von vielen anderen Juristen nicht übernommen werden. Dadurch zogen sie sich jedoch die Verachtung lizenzierter Anwälte auf sich, denn städtische Gebiete erleben oft einen Überschuss lizenzierter Anwälte. Viele dieser Anwälte leisten Lobbyarbeit, um die Aktivitäten von Rechtsangestellten und Barfußanwälten einzuschränken, um so den Wettbewerb zu verringern. Obwohl alternative juristische Dienstleister, wie Rechtsangestellte und Barfußanwälte, in ländlichen Gebieten ermutigt wurden, eine ungedeckte Nachfrage zu befriedigen, wurden sie schließlich in den letzten Jahren verstärkt von Behörden kontrolliert und untersucht.
Wegen der Art der Fälle, die Barfußanwälte übernehmen, wie beispielsweise Beamtenkorruption, Organisierung gegen Machtmissbrauch oder die Verteidigung der Opfer von Zwangsräumungen, werden sie manchmal mit Vergeltungsmaßnahmen durch Behörden konfrontiert. Der Barfußanwalt Guo Feixiong wurde 2007 zu fünf Jahren Gefängnis verurteilt, wobei die „Gerichtsverhandlung mit ernsthaften verfahrensrechtlichen Unregelmäßigkeiten“ gekennzeichnet wurde. Familienangehörige berichteten, dass Guo in Gefangenschaft gefoltert, ihm der Schlaf entzogen und er mit Elektrostäben geschockt wurde. Chen Guangcheng wurde zu vier Jahren Gefängnis verurteilt, weil er versucht hatte, Opfer von Zwangssterilisation und Abtreibung zu verteidigen. Nach seiner Entlassung blieb er unter Hausarrest.